# クロユリエラ
クロユリエラ（学名：Kuroyuriella）は、前期白亜紀（約1億3000万年前）の日本に生息した有鱗目の爬虫類。石川県の加賀地方からタイプ種クロユリエラ・ミキコイ（Kuroyuriella mikikoi）の右歯骨の化石が発見された。トカゲであることは判明しているが、系統的な位置付けは定かでない。

## 発見と命名
1998年から2003年にかけ、石川県の白山市桑島（旧白峰村）の桑島化石壁を貫通するライントンネルの採掘岩石を化石調査団が調査したところ、アサガオラケルタと共に化石が発見・採取された。2003年に発見されたハクセプスと共にこれらの化石は山口ミキ子・伊左治鎭司・松岡廣繁・脇本晃美によりクリーニングを受けた。ロンドン大学のスーザン・エヴァンスと神奈川県立生命の星・地球博物館の松本涼子により研究され、2015年7月8日に共著論文がオンラインで発表された。
ホロタイプ標本は SEBI 1510。属名は石川県の県の花であるクロユリにちなみ、ellaは「小さい」を意味する女性詞である。種小名は山口ミキ子への献名。

## 特徴と分類
頭骨長約1センチメートル、推定全長11.0 - 12.5センチメートル。昆虫を獲物にしていたと見られる。上顎骨に開いた外鼻孔が深く抉れている点、頭頂骨孔が存在しない点、前頭骨が対をなす点、上顎の骨の表面に模様がない点、上側頭窓が縮小している点が特徴である。
クロユリエラにおいて、上側頭窓の特徴はイグアナ類・ボレオテユー類・オオトカゲ類のいずれとも異なる。スキンク下目には頭部を覆う皮骨が見られるがクロユリエラでは確認されておらず、また当時のスキンク下目である北アメリカのパラマセローデスとも頭骨の形状が大きく異なる。このことから、系統的な位置付けは明らかになっていない。